# Deutsche Oper Berlin
A Deutsche Oper Berlin egy német operatársulat, amely a német főváros Charlottenburg kerületében működik. Épülete az ország második legnagyobb operaháza (a müncheni után) és a Berlini Állami Balettnek is otthont ad.
2004 óta a Deutsche Oper Berlin a Staatsoper Unter den Lindenhez (Berlini Állami Operaház), a Komische Oper Berlinhez, a Berlini Állami Baletthez és a Bühnenservice Berlinhez (színpad- és jelmeztervező) hasonlóan a Berlini Opera Alapítvány tagja.

## Története
Története egészen a Deutsches Opernhausig nyúlik vissza, amelyet az akkor független Charlottenburg városa, „Poroszország leggazdagabb városa” épített Heinrich Seeling 1911-es tervei alapján. 1912. november 7-én nyitották meg Beethoven Fidelio című operája előadásával, Ignatz Waghalter vezényletével. 1925-ben, miután Charlottenburgot az 1920-as Nagy-Berlini Törvénnyel a fővároshoz csatolták, az épület nevét Städtische Operre (Városi Opera) változtatták.

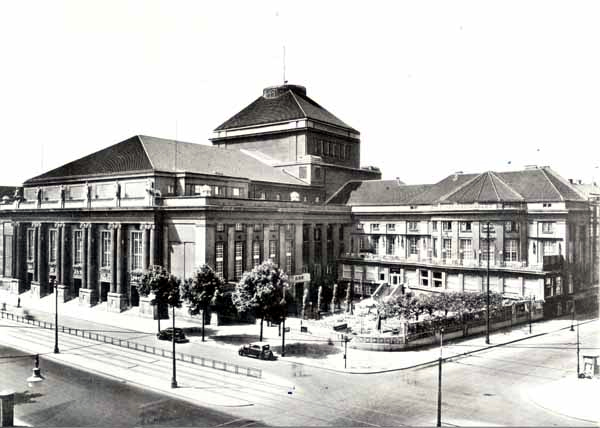
A Deutsches Opernhaus, 1912

A nácik 1933-as hatalomátvételével az opera a Harmadik Birodalom Felvilágosítási és Propaganda Minisztériuma irányítása alá került. Joseph Goebbels miniszter a nevét Deutsches Opernhausra változtatta, amely a riválisa, Hermann Göring porosz miniszterelnök által irányított Mittei Berlini Állami Operaházzal versengett. 1935-ben Paul Baumgarten átalakította az épületet, és az ülőhelyek száma 2300-ról 2098-ra csökkent. Carl Ebert, a második világháború előtti vezérigazgató úgy döntött, hogy inkább távozik Németországból, mint hogy támogatta volna a náci zenei irányzatot, és társalapítója lett az angliai Glyndebourne Festival Operának. Helyét Max von Schillings vette át, aki eleget tett azon követeléseknek, hogy „kétségtelenül német jellegű” műveket játsszon. Számos művész, például Fritz Stiedry karmester és Alexander Kipnis énekes követte Ebertet az emigrációba. Az operaházat 1943. november 23-án a Brit Királyi Légierő légitámadása megsemmisítette. Az előadások a mittei Admiralspalastban 1945-ig folytatódtak. Ebert a háború után visszatért, hogy általános igazgatóként szolgáljon.
A háború után, az akkori Nyugat-Berlinben a társulat, amelyet ismét Städtische Opernek hívtak, a közeli Theater des Westenst használta; nyitó produkciója a Fidelio volt 1945. szeptember 4-én. Otthonát végül 1961-ben építették újjá, Fritz Bornemann sokat változtatott, józan terve alapján. Az újonnan átkeresztelt Deutsche Oper szeptember 24-i nyitóprodukciója Mozart Don Giovannija volt.

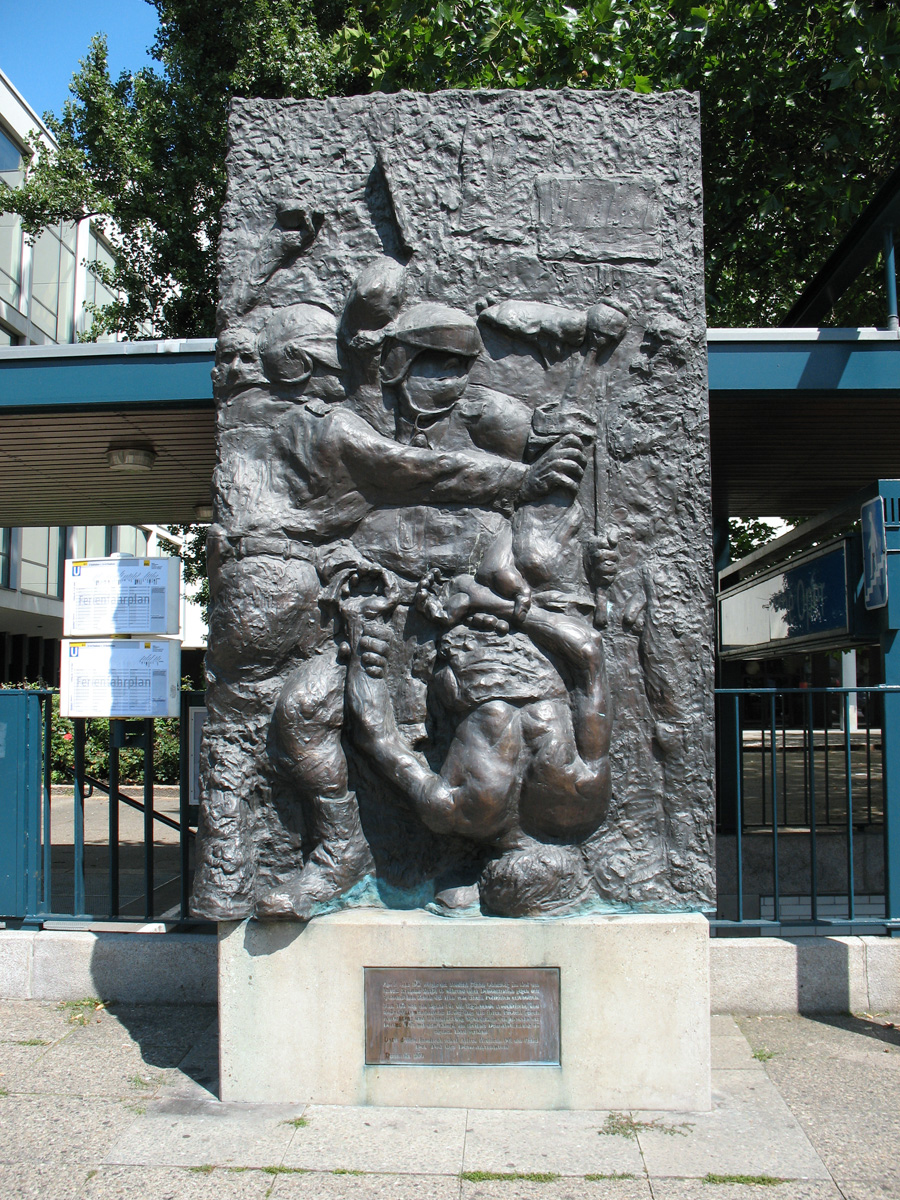
Alfred Hrdlicka Benno Ohnesorg-emlékműve

1967. június 2-án este az operaház körüli utcákon agyonlőtték Benno Ohnesorgot, a német diákmozgalomban résztvevő diákot, aki tiltakozott az iráni sah németországi látogatása ellen, aki Mozart Varázsfuvolájának előadásán vett részt.
A Generalmusikdirektoren (GMD, általános zenei igazgatók) korábbi tagjai között szerepelt Bruno Walter, Kurt Adler, Fricsay Ferenc, Lorin Maazel, Gerd Albrecht, Jesús López-Cobos, Giuseppe Sinopoli és Christian Thielemann. 2001 áprilisában Sinopoli 54 évesen e pódiumon halt meg, miközben az Aidát vezényelte. 2005 októberében Renato Palumbót nevezték ki a 2006–2007-es szezon GMD-jévé. 2007 októberében a Deutsche Oper bejelentette Donald Runnicles kinevezését következő Generalmusikdirektornak, 2009 augusztusától kezdődően öt évre szóló szerződéssel. Ezzel egyidejűleg Palumbo és a Deutsche Oper kölcsönösen megállapodott abban, hogy 2007 novemberével felbontják szerződését. 2020 novemberében a társulat bejelentette Runnicles szerződésének legutóbbi meghosszabbítását 2027-ig. 2023 szeptemberében a Deutsche Oper Berlin bejelentette, hogy a Runnicles a 2025–26-os szezon végén, egy szezonnal korábban, mint legutóbbi szerződéshosszabbítása megszabta, lemond.
A társaság jelenlegi intendánsa (művészeti igazgatója) Dietmar Schwarz, a céggel kötött szerződése 2025. július 31-ig szól. A jelenlegi ügyvezető igazgató Thomas Fehrle, aki jelenleg 2027-ig szerződött. 2023 februárjában bejelentették, hogy Aviel Cahnt nevezik ki következő intendánsának 2026. augusztus 1-jei hatállyal

## Idomeneo-vita
2006 szeptemberében a Deutsche Oper akkori intendánsa (vezérigazgató), Kirsten Harms kritikát kapott, miután lemondta Mozart Hans Neuenfels Idomeneo című operájának előadását, mert attól tartott, hogy a produkció egyik jelenete Jézus, Buddha és Mohamed levágott fejét mutatja be. sértené a muszlimokat, és az operaház biztonsága veszélybe kerülhet, ha erőszakos tiltakozásra kerülne sor. (Ez egyébként eltért az eredeti librettótól, amelyben nincs ilyen jelenet. ) A döntés kritikusai közé tartozik a német miniszterek és Angela Merkel Németország kancellárja is. A muszlimok reakciója vegyes volt. A Németországi Iszlám Tanács vezetője üdvözölte a döntést, míg a németországi török közösség egyik vezetője a döntést kritizálta.
2006. október végén az operaház bejelentette, hogy ezután Mozart Idomeneo című operájának előadásai folytatódnak.

## Premierek

### Städtische Oper Berlin
- 1923: Emil von Reznicek, Carl Meinhard, Rudolf Bernauer : Holofernes
- 1932: Franz Schreker : Der Schmied von Gent
- 1932: Kurt Weill, Caspar Neher : Die Bürgschaft

### Städtisches Opernhaus Berlin
- 1952: Boris Blacher : Preußisches Märchen

### Deutsche Oper Berlin
- 1961: Giselher Klebe: Alkmene
- 1964: Roger Sessions–Giuseppe Antonio Borgese: Montezuma
- 1965: Hans Werner Henze: Der junge Lord (librettó: Ingeborg Bachmann )
- 1966: Roman Haubenstock-Ramati: Amerika
- 1968: Luigi Dallapiccola: Ulisse
- 1969: Boris Blacher: 200 000 Taler
- 1970: Günter Grass–Marcel Luipart: Die Vogelscheuchen (Ballett)
- 1972: Wolfgang Fortner, Matthias Braun: Elisabeth Tudor
- 1979: Wilhelm Dieter Siebert, Untergang der Titanic[13]
- 1981: Mauricio Kagel: Aus Deutschland
- 1987: Wolfgang Rihm: Oidipusz
- 1987: Erhard Grosskopf: Lichtknall
- 1988: Marc Neikrug: Los Alamos
- 1990: Hans Werner Henze: Das verratene Meer, (librettó: Hans-Ulrich Treichel)
- 1992: Aribert Reimann: Das Schloß (Franz Kafka azonos című regénye alapján)
- 2005: Isabel Mundry: Ein Atemzug – Odyssee
- 2008: Walter Braunfels : Szenen aus dem Leben der Heiligen Johanna
- 2017: Andrea Lorenzo Scartazzini : Edward II
- 2017: Aribert Reimann : L'Invisible, (Trilógia dalszövege Maurice Maeterlinck után)

## Intendánsok(vezérigazgatók)
- Georg Hartmann (1912–1923)
- Wilhelm Holthoff von Faßmann (1923–1925)
- Heinz Tietjen (1925–1931)
- Carl Ebert (1931–1933)
- Max von Schillings (1933)
- Wilhelm Rode (1934–1943)
- Hans Schmidt-Isserstedt (1943–1944)
- Michael Bohnen (1945–1947)
- Heinz Tietjen (1948–1954)
- Carl Ebert (1954–1961)
- Rudolf Sellner (1961–1972)
- Egon Seefehlner (1972–1976)
- Siegfried Palm (1976–1981)
- Götz Friedrich (1981–2000)
- André Schmitz (ideiglenes 2000–2001)
- Udo Zimmermann (2001–2003)
- Heinz Dieter Sense / Peter Sauerbaum (ideiglenes 2003–2004)
- Kirsten Harms (2004–2011)
- Christoph Seuferle (ideiglenes 2011–2012)
- Dietmar Schwarz (2012–)

## Fő-zeneigazgatók
- Ignatz Waghalter (1912–1923)
- Bruno Walter (1925–1929)
- Kurt Adler állandó karmester (1932–1933)
- Artur Rother (1935–1943, 1953–1958)
- Karl Dammer (1937–1943)
- Fricsay Ferenc (1949–1952)
- Richard Kraus (1954–1961)
- Heinrich Hollreiser vezető karmester (1961–1964)
- Lorin Maazel (1965–1971)
- Gerd Albrecht állandó karmester (1972–1974)
- Jesús López Cobos (1981–1990)
- Giuseppe Sinopoli (1990)
- Rafael Frühbeck de Burgos (1992–1997)
- Christian Thielemann (1997–2004)
- Renato Palumbo (2006–2008)
- Sir Donald Runnicles (2009–)

## Fordítás
- Ez a szócikk részben vagy egészben  a   Deutsche Oper Berlin című angol Wikipédia-szócikk ezen változatának fordításán alapul.  Az eredeti cikk szerkesztőit annak laptörténete sorolja fel. Ez a jelzés csupán a megfogalmazás eredetét és a szerzői jogokat jelzi, nem szolgál a cikkben szereplő információk forrásmegjelöléseként.